# Mount Hubel
Mount Hubel ist ein 1450 m hoher, markanter und eisfreier Berg im ostantarktischen Viktorialand. In der Saint Johns Range ragt er im nördlichen Teil des Kuivinen Ridge oberhalb des Miller-Gletschers an der Westflanke des Ringer-Gletschers auf.
Das Advisory Committee on Antarctic Names benannte den Berg 2007 nach Lieutenant Commander Edward Hugo Hubel (* 1926) vom Civil Engineer Corps der Seabees, der maßgeblich an der Errichtung der ersten McMurdo-Station und der ersten Amundsen-Scott-Südpolstation beteiligt war.